# Microprosopa zlobini
Microprosopa zlobini är en tvåvingeart som beskrevs av Ozerov 2008. Microprosopa zlobini ingår i släktet Microprosopa och familjen kolvflugor. Inga underarter finns listade i Catalogue of Life.